# 共産主義者同盟
共産主義者同盟（きょうさんしゅぎしゃどうめい、略称：共産同、ブント）は、1958年に結成された日本の新左翼党派。
主に全学連を牽引していた学生らが日本共産党から離れて結成し（一次ブント）、60年安保闘争の高揚を支えたが1960年解体。1966年に再建されたが（二次ブント）1970年に再び解体し、戦旗派、全国委員会派、ML派、赤軍派など多数の党派に分裂した。学生組織は社会主義学生同盟（社学同）。「マルクス・レーニン主義の復権」や「プロレタリア国際主義」、「世界革命」などを掲げた。
ブントは1960年代後半の学生運動・全共闘と重なる部分が多い。またブントは複数の解体や分裂を経験したため、その組織実態や人員は時期により異なる。事務局は、東京都文京区元町、後に千代田区神田神保町に置かれた。

## 名称
党名の「共産主義者同盟」は1847年にロンドンで亡命ドイツ人を中心に結成された「共産主義者同盟」（ドイツ語: der Bund der Kommunisten）に由来する。略称でもある単なる「ブント」（独: Bund）は「同盟」の意を持つ。

## 思想
1958年12月、共産主義者同盟 （一次ブント）の結成大会議案では、「搾取、貧困、抑圧、服従の絶滅と人間の真の解放を意味する世界共産主義革命」、「大衆的な革命党の結成とプロレタリア独裁の実現」、「マルクス・レーニン主義の革命的伝統」などを掲げ、「今日すべての共産主義党は平和共存と一国革命の絶対化、世界革命の放棄においてその本質は同一」とし、日本共産党は「代々木官僚」による「裏切り的性格」、 革命的共産主義者同盟は「革命的理論の欠如」と批判し、また「既存の一切の党に信頼をおかず」、「一枚岩の団結の神話を捨て」、「組織の前に綱領」ではなく「実践の火の試練の中で真実の綱領を作りあげねばならぬ」などと記した。
なお思想家の吉本隆明は、1960年『中央公論』4月号で、共産主義者同盟全学連書記長島成郎らと座談会を行うなど、吉本は60年安保を、先鋭に牽引した全学連主流派に積極的に同伴することで通過した。吉本は、6月行動委員会を組織、6月3日夜から翌日にかけて品川駅構内の6・4ストを支援するすわりこみに参加、また、無数の人々が参加した安保反対のデモのなか、6月15日国会構内抗議集会で演説。鎮圧に出た警官との軋轢で死者まで出た流血事件の中で100人余と共に「建造物侵入現行犯」で逮捕された。
1966年、再結成された二次ブントの基本路線は (1)国際金融危機など世界資本主義の戦後体制は動揺を開始し、プロレタリア革命への現実的条件が形成されつつあり (2)その一環として日本の戦後民主主義体制も動揺を開始し、革命か反革命かの階級的死闘の時代への過渡的な前段階が形成されつつあり (3)日本のプロレタリア人民は「生活と権利の実力防衛」を反帝闘争として組織し、プロレタリア革命への展望を切り開いていくべきで (4)プロレタリア日本革命の勝利はプロレタリア世界革命への展望を開き (5)現代日本における革命党の意識性は、「反帝闘争をプロレタリア日本革命へ！」、「日本革命をアジア革命の勝利と世界革命の突破口とせよ！」などのスローガンにしめされる、であった 。

## 歴史

### 一次ブント結成
1950年代、日本共産党は、米ソ冷戦の激化・中華人民共和国の成立（1949年）・朝鮮戦争の勃発（1950年）、そしてそれに伴うコミンフォルム＝スターリンからうけた批判により、主流派（所感派）と反主流派（国際派）に分裂するなどの混乱状態に陥った。そして終戦直後の、占領軍・GHQの「解放軍」規定、議会主義的な「愛される共産党」（野坂参三）の方針から転換し武装闘争路線をとった。その経過につれ、終戦直後の人々の支持も離れ、議会の議席はゼロとなった。当時、密かに渡航し、北京で指導部（北京機関）を形成していた書記長徳田球一も1953年客死した。1955年、共産党は、宮本顕治主導下に混乱を回復しようとし、武装闘争路線を廃棄（六全協）したが、党中央が以前持っていた権威は大きく低下した。また1956年にニキータ・フルシチョフによるスターリン批判・ハンガリー事件が起こり、ソ連の権威そのものも大きく揺れ動いた。
当時、全学連という動員数最大の大衆運動を独自に牽引し、レッドパージの大学への実施を阻止する・砂川闘争を成功させるなど、さまざまな具体的実績を持っていた学生は、共産党中央の指導に大きな不満を抱くこととなる。そして、共産主義者同盟、略称ブント（Bund）を1958年12月に結成した。世界初の共産党からの独立左翼といわれる。初期の指導部は、香山健一、森田実らであったが、やがてより若い島成郎、姫岡玲冶（青木昌彦）、清水丈夫、北小路敏らのグループに移っていった。ちなみに綱領は作成されず、機関紙に掲載されたマニフェストがあるのみだった。組織も厳密に前衛党的な中央集権体制を強いたものではなく、ルーズなもので、組織づくりも大衆闘争のなかでしかありえない、という発想のもとに成り立っていた。同盟員数は設立時点で約300人、1959年8月時点で約1400人、60年安保闘争時には約3000人程度だった。若い活動家の中には、林道義、西部邁、柄谷行人、平岡正明、加藤尚武、長崎浩、などもいた。
59年6月全学連新人事で同盟員の唐牛健太郎が全学連委員長に就任。1960年までブント主導下の全学連が実現することとなる。唐牛は全学連委員長就任時「天真爛漫にデモ・ストライキを行います」と言ったという。実際ブントの行動形態は、従来の左翼教条主義的なリゴリズムとは一線を画すものとなり、ジャーナリズムの非難も、「赤い太陽族」「赤いカミナリ族」といった、それまでの左翼攻撃とは異質なものとなった。

#### 一次ブントへの主な結集者
- 青木昌彦（＝姫岡玲冶）：「姫岡論文」は終始ブント全体に大きな影響を与え理論的支柱の役割を果たした。後、経済学者、京大・スタンフォード大教授[10]。
- 生田浩二（＝加藤明男）：日共分裂時は主流派。[10]静岡県立静岡高等学校から東京大学に進み、島の右腕となる。その後ペンシルベニア州立大学に留学し、火事で33歳の若さで事故死。
- 大瀬振（＝鈴木潔）[10]
- 加藤尚武：後に哲学者、京大教授。
- 唐牛健太郎
- 柄谷行人
- 樺美智子：創生からまもなくして東大から事務所に常駐する。物静かで、黙々と事務をこなす。その後、東大に戻り文学部自治会副委員長となる[10]。安保闘争時に死亡。
- 北小路敏：後、中核派[10]。
- 香村正雄：東大経済学部卒。ブント創設までは全学連や反戦学同で活動。創設とともに機関誌の編集発行を初めとした裏方を一手に引き受け、事実上の事務局長の役割を担う。当時大金の何十万かを捻出してブントの事務所を立ち上げる。現公認会計士[10]。
- 香山健一：全学連元委員長。後に政治学者、学習院大教授。
- 小泉修吉：『共産主義者』編集部の責任者。後に映画監督[10]。
- 古賀康正（＝坂田静明、＝岡田行男）：東京都立新宿高等学校、東大農学部卒。幼少期から極貧の中、祖母の面倒をみながら活動を続けてきた苦労人で、東大細胞の最も協力な牽引車。ブント創生時は職員組合書記となっていた数少ない 給料取りであったが、職を投げ捨てブント書記局常任となった。ブント初めての「職業革命家」である。後に農学者[10]。
- 佐伯秀光（＝山口一理）　旧制横浜第一中学校（現：神奈川県立希望ヶ丘高等学校）から東大理学部に進学。日共分裂時は主流派。ブント結成以前、東大細胞機関誌にスターリン全面批判の論文を掲載し、党内に大きな波紋を投ずる。ブント結成の理論的指導者。後に、ブントを離脱しポーランドへ「留学」。後に数学者[10]。
- 島成郎：結成時、書記長。東大医学部3年[10]。
- 清水丈夫：全学連書記長。後、中核派[10]。
- 鈴木啓一（＝森茂）：ブント労対部[10]。
- 陶山健一（＝清川豊＝岸本健一）：後、中核派[10]。
- 長崎浩　東大理学部在学中に加盟。
- 西部邁　東大在学中に加盟。教養学部自治会委員長。後に保守派に転向。横浜国大助教授、東大教養学部教授を経て、東大駒場騒動後は在野の評論家。
- 根本仁（土門肇）：後、革マル派[10]。
- 田川和夫：後、中核派[10]。
- 林道義：後、保守派に転向。
- 林紘義：道義の弟。共産同共産主義の旗派、日本共産労働党、共産主義者同盟（旧共旗派だけの組織）、全国社会科学研究会（全国社研）、マルクス主義労働者同盟（マル労同）、社会主義労働者党（社労党）、マルクス主義同志会を経て、労働の解放をめざす労働者党。
- 藤原慶久：社学同書記長。後、中核派[10]。
- 平岡正明
- 森茂（鈴木啓一）：後、革マル派[10]。
- 森田実：6全共後の解体状態の全学連を島成郎と共に再建。砂川闘争を中心となって進めた。後に政治評論家[10]。
- 塩川喜信：全学連委員長。成蹊高等学校から東大へ進学。都学連。後に東大、神奈川大学で教鞭をとり、編集者となる。

### 60年安保闘争
1959年、岸信介内閣による、日米安全保障条約という国際政治における占領体制の総決算が行われようとしていた。改定反対派、改定推進派ともに、次第に、条約改定点の具体的争点ではなく、「平和」「民主主義」「ヒューマニズム」「進歩主義」といった戦後体制の理念そのものが争われる場となっていった。ブントは、1959年8月第三回大会において「ブントのすべてをぶちこんで戦う」ことを決議した。59年11月27日には、総評・社会党などからなる二万数千人の国民会議と全学連5千人が統一行動をとり、全学連は正門を突き破り、国会構内に入った。構内は一万余のデモ隊と組合旗や自治会旗に埋め尽くされた（11・27国会構内大抗議集会）。これは周囲を驚愕させた。1960年1月16日政府代表団渡米阻止の羽田空港篭城では、唐牛健太郎・青木昌彦以下幹部同盟員のほとんどを含む77名が検挙され、「ゼンガクレン」の名は世界中にニュースで配信された。しかし、これには非難が巻き起こり、自民党は全学連にたいする特別立法を提案し、社会党は安保共闘から全学連を排除することを主張し、共産党は反革命的挑発者と非難した。当時裁判を担当する弁護士の成り手がいなかったという。4月26日には国会チャペルセンター前に主流派全学連一万人が集まった。この動員は根こそぎだった。ブント中央はこの闘争に命運をかけた。全学連委員長唐牛健太郎が国会前で板張りトラック阻止線を飛び越え、後に続くことを求めた。学生3千人が後に続いた（4・26国会チャペルセンター前バリケード突破闘争）。
しかし、この闘争を境にしてブントは中央から末端細胞にいたるまで、解党状態に陥ってしまう。
5月19日国会で強行採決が行われ、院内に自民党は300名の右翼集団を入れた。ここで展開が起こり、連日大衆デモが行われるようになった。5月26日には空前の17万人のデモが国会前で発生した。しかし、全学連1万人は何ら行動方針をもたず、統一行動の巨万の波間に終日埋没するだけだった。
現実の展開は全学連書記局指導部の予想と思惑をはるかにこえて動き始める。
6月4日には国鉄労働組合がはじめて政治ストを行い、丸山真男が「行動へ」という文章を書き、鶴見俊輔らが小林トミらと無党派を標榜する市民グループ「声なき声の会」を結成し、吉本隆明は6月行動委員会というグループを結成して、ブント全学連と同伴し、石原慎太郎、大江健三郎、江藤淳、寺山修司、浅利慶太、谷川俊太郎らは「若い日本の会」を結成した。一方、全学連主流派は、6月15日当時の全学連委員長代理の北小路敏の指揮の元、2時に学生2万人が国会前に集結し、5時に南通用門から国会構内に入り、集会をおこなった。7時に排除命令が出て排除されたが、8時にデモ隊は再度構内に入った。そのときには、全学連の行動を心配した教員・教官たちが多数、デモに参加した。10時に機動隊による強制排除が行われ、催涙弾が打ち込まれた。重軽傷者712人逮捕者167人が発生した。ここで同盟員でもあった樺美智子が軋轢の中死亡した。
この死亡に抗議し、大学では多数ストライキが行われた。教員たちも全学連に同情的となった。6月18日、国会前で学生・労働者・市民の33万人のデモ・包囲が徹夜で発生した。そのなか岸内閣は、日米安全保障条約を自然発効させた後、総辞職した。1ヶ月後平和な秩序が戻った。

### 一次ブント解体
ブントは、闘争が大きくなればなるほど普段政治に関心をそれほどもたないものの参加が雪だるま式に膨れ上がり、また彼我の対立が大きくなればなるほど組織体としての統一を保持することはできなくなった。直接行動主義は、あるものからすれば指示系統のなさからくる跳ね上がり・無駄な流血・体当たりの極左戦術に見え、またあるものからすれば指示系統の重視・優先は、はじめから全てのことを理解していたかにいう、「火中の栗」を拾おうとしない現実的な手腕のなさからくる党派性に見えた。また、動員の「倍々ゲーム」を際限なく推し進めることは不可能だった。当時全学連書記局にいた蔵田は、2001年に、「国家総力の暴力装置が現存する限り、人民は一時的に軍事的、政治的、社会的に勝利を収めることができたとしても、それは部分的勝利に過ぎず、その勝利と引き換えに、無数の敗北を経験し、それを受容せざるを得ないという革命の公理が存在する」「ブント主義路線は、闘争対象＝国家権力への直進をめざす限りない自己目的化と絶対化を前提にしているがために、闘争の性格と運動の度合いに応じた闘争形態や闘争手段への適応能力を失い、形態や手段に従属化させる。その結果、闘争形態や闘争手段は、党組織の自己保身という制動が作用してもなお、際限なくエスカレートし、歯止めを失うことになる」と述べた。
ブントは1960年7月29日第5回大会を行ったが、60年安保闘争評価をめぐって紛糾のうちに自然流会し、以後統一した行動はなされず、事実上解体し、戦旗派、プロレタリア通信派（プロ通派）、革命の通達派（革通派）、などに四分五裂した。戦旗派（ブントの事務局や出版を担っていた。ブント機関紙「戦旗」が由来。森茂など）は、1961年に革共同全国委へ合流した。プロレタリア通信派（清水丈夫・西部邁・青木昌彦など全学連書記局グループ）も解散を決議した後に、一部が革共同に合流した。革命の通達派（服部信司、星野中、長崎浩などの東大本郷支部グループ。青木昌彦の理論と、ブント中央の安保時の行動に批判的だった）は、分裂・四散したあと、その流れを汲むマルクス主義戦線派（マル戦派）によって、岩田弘の世界資本主義論を「発見」、これは後に分裂を経験せず独自に残った通称「関西ブント」の60年安保総括「政治過程論」と並んで、再建二次ブント（1966）の主導理論となった（マル戦派は、静岡高校フラクションや慶應大の指導部からなり、宇野経済学とその弟子である岩田弘の理論で武装した学生運動のエリート集団。1965年参院選では、革共同中核派、三菱重工業長崎造船所社会主義研究会と共に浜野哲夫（池内史郎）を支援した）。また長崎浩は1968年、「叛乱論」を「情況」に発表（合同出版, 1969）60年安保の経験を68年学生反乱に接木し、構造分析した。長崎は60年と68年とのあいだに切断を認めず、「『革命の科学的根拠』（歴史の必然）の放棄はわたしたちにとって自明の前提だった」とする。長崎にとって、革命は必然的なものではなく「アジテーター」によって今ここに組織されるべき現実的なもの、とされた。
なお、後の革共同全国委分裂（革共同第三次分裂）後は、清水丈夫、陶山健一、北小路敏、藤原慶久（社学同書記長）、田川和夫らは中核派となり、森茂（鈴木啓一）、根本仁（土門肇）らは革マル派となった。上記以外には、近代経済学（西部邁・青木昌彦など）や学究に移行したものも多数いた。島書記長は沈黙を守った。いずれにしても60年安保時、指導的位置を占めていたものは多数ブントから離れた。

#### 1次ブント解体後の諸派
- 1960年6月 共産同第5回大会後、以下の3派に分裂[25]
  - 共産同戦旗派 - 1961年2月 革共同全国委への加入を決議
  - 共産同プロレタリア通信派（プロ通派） - 1961年5月 一部が革共同全国委へ加入、一部は「共産主義の旗」（後の「マルクス主義労働者同盟」、「社会主義労働者党」、「マルクス主義同志会」、「労働の解放をめざす労働者党」）へ
  - 共産同革命の通達派（革通派）
- 1961年4月 全学連27回中央委員会で共産同の解体を確認、社学同委員長が社学同解散とマル学同＝革共同全国委への結集を宣言
- 1962年5月 分裂していなかった共産同関西地方委員会が、関西共産主義者同盟（関西共産同）を結成[25]
- 1962年12月 東京社学同内に「マルクス主義戦線編集委員会」（マル戦派）フラクション結成[25]
- 1963年12月 東京社学同が、マルクス主義戦線派（マル戦派）と社学同マルクス・レーニン主義派（ML派）に分裂[25]
- 1965年6月 社学同ML派系多数派、独立派系社学同、関西共産同が連合して共産同統一委員会（統一共産同）を結成[25]
- 1966年9月 共産同統一再建第6回大会開催（第二次共産同結成、統一共産同にマル戦派が参加して成立した）[25]

### 二次ブント結成
廣松渉によれば1950年代後半には東大駒場学生の7割が安保反対・共産党支持であったという。一次ブントと二次ブントは、名称こそ同じであるが規模は異なる。分裂経験前の68年3月末の第7回大会の時点で二次ブントの同盟員は330名程度であった。
上述のように、1960年一次ブント崩壊後も関西では「関西地方委員会」は分裂せずに残っており、1962年には「関西共産同」（関西ブント）が結成された。関東では、ブントではなく、いわゆる「下部組織」である社学同（社会主義学生同盟）の結成の模索が、さまざまな背景を持ちつつ、ごくごく少人数であるが進められ、最終的に、中央大学・明治大学を中心とした独立社学同が、関西ブントと1965年6月、統一委員会を形成した。次に、岩田弘の「世界資本主義論」を基盤としたマルクス主義戦線派が、統一委員会と合同し、1966年9月、再建第6回大会をもち、二次ブントが結成され、岩田弘の『世界資本主義論』「生活と権利の実力防衛」などの内容が綱領的な中身となった。同月、全学連再建準備会がもたれ、「全国の大衆的な学生自治会の連合による徹底的な大衆闘争を戦う」（三派全学連）ことを目指した、いわゆる三派全学連が再建され、35大学178自治会が参加し、1966年12月、明治大学記念講堂で大会を持った。のべ3000人はいたという。

#### 二次ブントへの主な結集者
- 荒岱介　　早大ブント。早大法学部在学中に加盟。のちに戦旗派を結成。
- 大下敦史　早大ブント。のちに『情況』編集長。
- 広河隆一　早大ブント。のちにイスラエルで「マツペン」という共産主義組織で活動後、フォトジャーナリストになる。
- 斎藤克彦　明大ブント。三派全学連の初代委員長。
- 米田隆介　明大ブント。東大安田講堂事件守備隊長。
- 上原敦男　明大ブント。よど号ハイジャック事件立案者。
- 重信房子　明大ブント。日本赤軍創設者。
- 塩見孝也　関西ブント。のちに共産主義者同盟赤軍派を結成。
- 高原浩之　関西ブント。赤軍派最高幹部。
- 田宮高麿　関西ブント。共産主義青年同盟（キム）常任委員長。よど号グループリーダー。
- 森恒夫　　関西ブント。連合赤軍最高幹部。
- 花園紀男　早大ブント。雄弁会に所属。
- 松平直彦　早大ブント。のちに赫旗派議長。
- 松本礼二　 初代議長。東京ブント。全電通。
- 水沢史郎　初代副議長。マル戦派。
- 村田能則　早大ブントの創始者。NPO法人まつぼっくりの会の役員。[36]
- 成島忠夫　三派全学連副委員長。マル戦派。後に9条ネットから参院選に出馬、落選。
- 山内昌之　北大ブント。
- 會泰通 青山学院大学法学部全共闘副委員長。学内で少数派であった「さらぎ派」（共産主義者同盟蜂起派）活動家として連合戦旗派の「小異を捨てて大同につく」組織建設重視の考えを訴えるものの、闘争を重視する学内多数派である共産主義者同盟叛旗派と対立。後に三遊亭圓楽 (5代目)にスカウトされて落語家となり三遊亭楽太郎を名乗り、さらに2010年に師匠の名跡を襲名し三遊亭円楽 (6代目)となる。

### 街頭闘争
60年代後半の激しい政治活動は、1967年の10・8佐藤栄作首相訪ベトナム阻止（第一次羽田事件）から始まる。ここではじめてヘルメットと角材が公然と登場し、2000人の三派全学連が機動隊と激しく衝突し、58人が検挙される。1967年11月3日には三里塚闘争に初めて三派全学連が組織的に参加。1967年11月12日には、3000人が集まった第二次羽田闘争。347名が検挙される。1968年1月、佐世保エンタープライズ寄港阻止闘争。東京と現地で抗議活動が行われ、1968年1月17日には三派全学連1500人が佐世保で機動隊1400人と激突した。佐世保市民も三派全学連を応援したという。1月18日には社共主催の佐世保5万人集会。1月19日には東京日比谷で昼一万人、夜は5千人の集会とデモ。社学同250名は外務省4階に乱入、89名が逮捕された。2月26日には三里塚空港実力粉砕現地総決起集会。反対同盟1千人、三派学生1600人など3000人が集まった。3月には王子野戦病院設置阻止闘争。三派系全学連1500人が集まり150人が逮捕。このころから「市民」ならぬ「群集」が登場し5000人が、機動隊を包囲して投石を行った。闘争ごとに大量逮捕が当たり前となっていく。
このころまで街頭闘争を支えていたのはあくまで各党派の活動家集団だったが、背後で、「なにかとんでもない量的・質的拡大が準備」されていく。都内のデモ隊列の脇の歩道にはいつも膨大な「野次馬」が随伴した。東大紛争が盛り上がり、無風地帯だった最大マンモス大学の日本大学でも1968年秋には闘争が始まる。それまでほとんど見えなかった無党派の活動家がどっと出てきて、「ノンセクト・ラディカル」という言葉も聞かれるようになる。1968年11月22日に東大本郷構内で東大・日大闘争勝利全国学生総決起大会、学生二万人が参加した。
1968年10月8日、21日と新宿で米軍タンク車運行阻止闘争、特に21日の国際反戦デーには、新宿駅前で群集・野次馬が10万人集まり、新宿伊勢丹前まで人がうまった。750人が逮捕され、騒乱罪が適用された（新宿騒乱）。21日には同時に、社学同の学生たちにより、防衛庁前でも突入が図られた。全学連委員長だった藤本敏夫はここで検挙された。

### 全国学園闘争
一般に思われているのと異なり、全学共闘会議（全共闘）は、その活動の指導的立場にいた当事者の多くは沈黙を選び、その経過の全貌、理念、形態は未だ充分明らかにはなっていない。三派全学連や二次ブントその他の新左翼諸党派との関連も不鮮明で、三派全学連と全共闘を混同するな、とする当事者も存在する。従来の学生自治会、そして全学連を基盤とした運動とは違うことに留意が必要である。
なお絓秀実がその著『革命的な、あまりに革命的な-「1968年の革命」史論』において「68年（の革命）において決定的な重要性」をもつとしている、ノンセクトのアクティビストであった津村喬は、全共闘を、1984年になって「国家権力奪取が革命だとはだれも考えなくなり、具体的な局所での国家との対峙が課題」となり「大義に頼らず、消費社会の相対主義に解体されてしまうことなしに、どうやって国家とのあらゆる局面での対峙を続けうるのか、「交通」を可能にするか、これこそが、ここ十余年にわたっていく十いく百万人の人々が必死で模索してきたことである。この実践の束と網の目にこそ全共闘の「総括」はあった」と総括している。
例外的に学生側の勝利に終わった、65～69年の中央大学学費・学館闘争の指導的立場にいた神津陽は、「当初の全共闘的組織は、65年の慶大学費闘争での全塾闘争委員会、65～69年の中大全中闘（全学中央闘争委員会）の学費・学館闘争や66年の明大全学闘（全学闘争委員会）の学費値上げ反対闘争のように、特定のストライキ目標のためにつくられた全学自治会決議による処分対象者を少なくするための臨時闘争委員会の形を取った。だが学部自治会はあるが革マル派・解放派・民青系などの党派対立で全学自治会が作れなかった早稲田大学での、66年の学部自治会共闘組織としての早大全学共闘会議が、名称のみが一人歩きして後の「全共闘」の名称の由来となったのだ。68年東大闘争では当初は医学部全共闘委員会、次に各学部組織の寄り合いに大学院も加えた全共闘が自治会組織にとって代わった。同じく日大闘争においては全共闘は自治会を認めぬ学校にたいする自主的学生組織名となったのだ。68年初めから東大・日大闘争に併行して燎原の火のように広がった自発的全共闘運動は、瞬く間に革マルや民青や栄誉を誇った三派系などの自治会単位加盟の全学連組織に取って代わった。なぜなら、上部組織としての全学連の加盟には自治会組織の特別参加決議が必要であり、加盟金も上納し役員も出さねばならぬし、上命下服の組織的拘束もあったからだ。だが全共闘の最大の特色は学校状況に不満を持つ有志があつまり結盟すれば、勝手に全共闘を名乗れた点だ。全共闘のこの気楽さといい加減さは、政治変革を志す意識的学生の集合体である全学連活動家像とは異なる広範な拡大を見せた」と述べている。68年～69年にかけて30数大学がバリケード封鎖のまま越年した。
二次ブントは65～69年の中大学費・学館闘争、66年明大学費闘争などに関わり、69年1月の東大安田講堂事件には社学同200名が、バリケード封鎖に加わった。しかし、1969年1月安田講堂の機動隊によるバリケード封鎖解除時は、ブントの政治局は「すべて社学同は政治局の支援なしに独自にやるべし」という方針だった。また66年明大学費闘争時は、1967年「2・2協定」と呼ばれる大学当局と自治会執行部トップのみでの独断的合意が政争の源となり、明大から出た社学同系の三派全学連委員長は辞任した。また、68年2月16日の中央大学学費値上げ白紙撤回時には、当時の学対部長塩見孝也の意を受けた「70年安保までの永続バリケード」が一部提起されたが、学生からは非難を受けた。

### 二次ブント分裂と解体
まず1967年前半、明大紛争2・2協定問題で、明治大学独立社学同グループが四散する。次に1968年3月末のブント第7回大会で67年10・8羽田闘争をリードしてきたマル戦派が離脱する。結果として関西派主導の新執行部となり、その関連で、塩見孝也の「過渡期世界論―世界同時革命」論が、前景に出る。68年12月の第8回大会では、中央大学学費値上げ白紙撤回を獲得した中央大学独立社学同（後に叛旗派結成）との兼ね合いで、「軍事」力学主義の関西派は後景に退き、統一委員会派のさらぎ徳二が議長となった。
68年10月21日の防衛庁突入闘争、新宿騒乱地点あたりから、ブント政治局は、明確な方針を打ち出せなくなる。69年1月東大紛争では、荒岱介率いる社学同に撤退を指示したが拒否される。中大独立社学同は、ブント中央ー学対の統制を離れる傾向を強る。ブント政治局は4・28沖縄闘争前3月塩見孝也に政治局を辞めることを要求する。塩見孝也グループは、塩見の「過渡期世界論―世界同時革命」以来の「軍事」主義(「RG・共産主義突撃隊」の考案など)をさらに強め「前段階蜂起」という主張の元、4・28沖縄反戦デー闘争の前に、分派を形成する。6月あたりから「赤軍派」と名乗ることとなる。
1969年4月28日の学生など一万人が、霞ヶ関占拠を目指し東京―新橋―御茶ノ水駅などで「武装」デモを行った、沖縄反戦デー闘争では、その前日に、ブント議長さらぎ徳二などに破壊活動防止法が個人適用される。ブントへの団体適用ではなかったが、明確に組織潰しが目的とされていた。また沖縄反戦デー闘争では、すでに東大闘争や各大学のバリケード攻防戦でベテランアクティビストは検挙されていて、初歩的なデモの知識もない層が主体となっていたため惨澹たるものとなった。機動隊の武装も進み、ジュラルミンの大盾や投石ネット、装甲車から特殊車両まで部隊編成も刷新されていた。
このような情況のなか、1969年7月6日、塩見孝也率いる赤軍派フラクション150～200名が、東京医科歯科大学で総決起集会を行った後、ブント合同会議（地区代表・学生細胞代表）が開かれる予定だった明大和泉校舎へ行き、破防法で指名手配されていたさらぎ徳二議長をクーデター的に監禁し、会議の場を制圧し議長を椅子に縛って暴行を加える。さらぎ徳二議長はその過程の結果、逮捕された。翌日には、報復的に、『叛旗』に結集する中大のグループ100～150人が東京医科歯科大に行き、塩見以下赤軍フラクションのメンバーを連れ去り、中大学館に2週間ほど監禁し、塩見らとともに脱出を図った同志社大生の望月上史が3階から転落し、数週間後に死亡するという新左翼運動初の内ゲバによる死者を出し、ここで分裂が決定的なものとなった。1969年8月22日ブント第9回大会で、赤軍派幹部12名は除名された。
さらに、1970年6月豊島公会堂で開かれた政治集会で、叛旗派・情況派と荒岱介率いる戦旗派が公然と対立する。その後6月14日には叛旗派と情況派が代々木公園の集会場でぶつかり合う。
このように、二次ブントは4年余りで完全に分裂し、四分五裂し、全体として勢力を失った。

#### 2次ブント解体後の諸派
- 1968年6月 第二次共産同からマル戦派が離脱[25]
  - 旧統一派（旧統一委員会派）
  - マル戦派（離脱後に以下3派に分裂）
    - 労対派（後の怒涛派、1968年 労働者共産主義委員会を結成、1979年 日本共産党（マルクス・レーニン主義）に合流）
    - 前衛派（後のプ革協、1973年 共産主義者党を結成）
    - レーニン主義協会派
- 1969年8月 旧統一派から赤軍派が分裂（8月 共産同赤軍派結成総会、9月 共産同第9回大会で赤軍派13名の除名を確認）[25]
  - 旧統一派（仏らの関東派、赤軍派からの呼称は「連合ブント」、後の戦旗派・状況派・叛旗派）
  - 赤軍派（塩見らの関西派。1971年 連合赤軍結成、1972～74年 日本赤軍結成、などの母体となる）
- 1970年6月 旧統一派で以下3派の抗争激化（共産同第7回拡大中央委員会で「状況派」中央委員を除名、叛旗派が戦旗派を襲撃、状況派が「共産同再建準備委員会」の結成準備）[25]。戦旗派が状況派・叛旗派を除名。
  - 戦旗派（主流派、荒岱介ら）
- 状況派（高橋良彦ら、「共産同（再建準備委員会）」を結成。1974年 遠方派と遊撃派に分裂。遊撃派は1979年 ML派と合流し「革命の旗派」を結成、1981年 紅旗派と合流し「赫旗派」を結成。）
  - 叛旗派（3多摩地区委員会、中大グループなど[70]）
- 1970年12月 主流派（戦旗派）から「12・18共産同」連合3派が分裂[25]。
  - 戦旗中央派（主流派、荒岱介ら）
  - 「12・18共産同」（関西地方委員会、神奈川左派、鉄の戦線派による3派連合）
- 1973年 戦旗中央派から西田派が分裂
  - 荒派（日向派、1980年 「戦旗・共産同」と改称）
  - 西田派（2004年 烽火派の一部と「共産同（統一委員会）」を結成）

以上により、共産同は10派以上に分裂した。

### 余波としての赤軍派「軍事」路線
赤軍派は除名後も、除名を認めず、「ブント赤軍派」分派と言う形で活動を開始する。1969年8月28日赤軍派結成総会が30名で開かれ、塩見孝也が議長となった。9月4日には政治集会が開かれ、300名程度を動員、自衛武装から攻撃的武装への開始を宣言（「世界革命戦争宣言」）。武器奪取、街頭遊撃線戦の開始を開始する「大阪＝東京戦争」を宣言。前段階武装蜂起を宣言した。
そして9月5日の2万6千人が集まった日比谷野外音楽堂で開かれ全国全共闘連合結成大会（議長山本義隆、副議長秋田明大）に赤軍派は公然と登場し、烏合の社学同を蹴散らした。
しかし、11月5日山梨県大菩薩峠で、首相官邸占拠のための軍事訓練をしているところを警察に発見され（大菩薩峠事件）、53名が逮捕。実質的な決起戦闘部隊が壊滅した。この敗北の中で「国際根拠地論」が出てくる。70年1月19日、700～800名集まった御茶ノ水電通会館で再起のための政治集会が開かれ、70年秋期前段階武装蜂起、国際根拠地などの方針のもとに再起を宣言。3月初めには、中央委員会で、ハイジャックの方針を決めた。3月15日塩見は逮捕されるが、予定通り、3月31日よど号ハイジャック事件は決行され、北朝鮮に渡った。当時は目標地としてのキューバへの中継地として設定されていた。この事件のあと日本に残った中央委員はほとんど逮捕。指導系列は解体した。
さらに別の一部メンバーはアラブの地へ赴き日本赤軍を結成した。最後まで日本に残った赤軍派のメンバーの残党一部は京浜安保共闘（日本共産党（革命左派）神奈川県委員会）と統合して連合赤軍を結成。「山岳ベース事件」、「あさま山荘事件」を起こした。

### 1970年代以降
70年安保闘争の結果は、新左翼運動の急速な後退化をもたらした。そのような状況の総括と展望をめぐって、ブントは四分五裂状態になる。この第二次ブント分裂で「赤軍派」「戦旗派」「叛旗派」「情況派」「烽火派」など大小様々なセクトが誕生した。赤軍派が「赤軍」の形成を主張し、戦旗派は大衆的戦闘組織として「日本反帝戦線」の結成、「共産主義突撃隊」の形成を主張するなど、過激な武装闘争路線を打ち出すセクトもあった。なお、同じ武装闘争路線でも赤軍派と戦旗派は軍事の主導権をめぐり党派闘争を開始する。また、軍事には反対していた叛旗派（ただし、三里塚第二次行政代執行においては武威をしめした）や情況派（のちに遠方派と遊撃派に分裂）が、赤軍派や戦旗派と対立した。叛旗派はブントの機関紙『戦旗』の編集局をおさえ、戦旗派に属したブントの議長をはじめとする最高幹部や中枢を、「ブントから除名する」という内容の『戦旗』特別号を発行した。ただちに戦旗派は、ブント中央の名前で、叛旗派を除名する。しかし、戦旗派では赤軍派との抗争、叛旗派への対応をめぐり戦旗派の中にも内部闘争が起こり、70年12月18日に事務局を掌握した、日向翔（荒岱介）率いる「戦旗派」（戦旗日向派、戦旗荒派）と、第8回ブント議長の仏徳二（さらぎ・とくじ）率いる「鉄の戦線派」に分裂した。鉄の戦線派はさらに、同じく第二次ブント分裂の際誕生した神奈川県左派、南部地区委員会と合同してもう一つの戦旗派（蜂起派、連合戦旗派 通称12・18ブント）を結成し、戦旗日向派と対立する。その後も、各派は更なる分裂を繰り返し、最終的には共産同系のセクトは17、8派にまで細分化してしまった。その後もたびたびブント諸派を統一しようという「大ブント構想」（革マル派によるネーミングである）が持ち上がるが、実現しないまま現在に至っている。
なお、70年代以降の学生運動の退潮期においても、学生自治会・サークルなどの大衆基盤で比較的強い勢力を維持していた関西の諸大学（および首都圏の一部大学）では、ブントの学生組織がそのまま脱セクト化した結果、ノンセクトであるにも関わらず、ブントのシンボルカラーである赤色のヘルメットを1990年代に至るまで被り続けており、「赤ヘルノンセクト」と称された。

#### 二次ブント分裂後の系統図
|        |        |        |        |        |        |        |        |        |        |            |            |            |            |            |            |              |              |              |              |              |              |            |            |            |            | （第二次）共産主義者同盟 |              |              |              |              |              |        |        |        |        |             |            |                |                |                |                |                |                |              |              |              |              |              |              |              |              |              |              |              |              |          |          |          |          |  |  |  |  |  |  |  |  |  |  |  |  |  |  |  |  |  |  |  |  |  |  |  |  |  |  |  |  |  |  |  |  |  |  |  |  |  |  |  |  |
|        |        |        |        |        |        |        |        |        |        |            |            |            |            |            |            |              |              |              |              |              |              |            |            |            |            |                          |              |              |              |              |              |        |        |        |        |             |            |                |                |                |                |                |                |              |              |              |              |              |              |              |              |              |              |              |              |          |          |          |          |  |  |  |  |  |  |  |  |  |  |  |  |  |  |  |  |  |  |  |  |  |  |  |  |  |  |  |  |  |  |  |  |  |  |  |  |  |  |  |  |
|        |        |        |        |        |        |        |        |        |        |            |            |            |            |            |            |              |              |              |              |              |              |            |            |            |            |                          |              |              |              |              |              |        |        |        |        |             |            |                |                |                |                |                |                |              |              |              |              |              |              |              |              |              |              |              |              |          |          |          |          |  |  |  |  |  |  |  |  |  |  |  |  |  |  |  |  |  |  |  |  |  |  |  |  |  |  |  |  |  |  |  |  |  |  |  |  |  |  |  |  |
|        |        | 情況派 | 情況派 | 情況派 | 情況派 | 情況派 | 情況派 |        |        | 叛旗派     | 叛旗派     | 叛旗派     | 叛旗派     | 叛旗派     | 叛旗派     |              |              | 戦旗派       | 戦旗派       | 戦旗派       | 戦旗派       | 戦旗派     | 戦旗派     |            |            | 神奈川県左派             | 神奈川県左派 | 神奈川県左派 | 神奈川県左派 | 神奈川県左派 | 神奈川県左派 |        |        | 烽火派 | 烽火派 | 烽火派      | 烽火派     | 烽火派         | 烽火派         | 赤軍派         | 赤軍派         | 赤軍派         | 赤軍派         | 赤軍派       | 赤軍派       |              |              |              |              | 京浜安保共闘 | 京浜安保共闘 | 京浜安保共闘 | 京浜安保共闘 | 京浜安保共闘 | 京浜安保共闘 |          |          |          |          |  |  |  |  |  |  |  |  |  |  |  |  |  |  |  |  |  |  |  |  |  |  |  |  |  |  |  |  |  |  |  |  |  |  |  |  |  |  |  |  |
|        |        | 情況派 | 情況派 | 情況派 | 情況派 | 情況派 | 情況派 |        |        | 叛旗派     | 叛旗派     | 叛旗派     | 叛旗派     | 叛旗派     | 叛旗派     |              |              | 戦旗派       | 戦旗派       | 戦旗派       | 戦旗派       | 戦旗派     | 戦旗派     |            |            | 神奈川県左派             | 神奈川県左派 | 神奈川県左派 | 神奈川県左派 | 神奈川県左派 | 神奈川県左派 |        |        | 烽火派 | 烽火派 | 烽火派      | 烽火派     | 烽火派         | 烽火派         | 赤軍派         | 赤軍派         | 赤軍派         | 赤軍派         | 赤軍派       | 赤軍派       |              |              |              |              | 京浜安保共闘 | 京浜安保共闘 | 京浜安保共闘 | 京浜安保共闘 | 京浜安保共闘 | 京浜安保共闘 |          |          |          |          |  |  |  |  |  |  |  |  |  |  |  |  |  |  |  |  |  |  |  |  |  |  |  |  |  |  |  |  |  |  |  |  |  |  |  |  |  |  |  |  |
|        |        |        |        |        |        |        |        |        |        |            |            |            |            |            |            |              |              |              |              |              |              |            |            |            |            |                          |              |              |              |              |              |        |        |        |        |             |            |                |                |                |                |                |                |              |              |              |              |              |              |              |              |              |              |              |              |          |          |          |          |  |  |  |  |  |  |  |  |  |  |  |  |  |  |  |  |  |  |  |  |  |  |  |  |  |  |  |  |  |  |  |  |  |  |  |  |  |  |  |  |
| 遠方派 | 遠方派 | 遠方派 | 遠方派 | 遠方派 | 遠方派 | 遊撃派 | 遊撃派 | 遊撃派 | 遊撃派 | 遊撃派     | 遊撃派     |            |            | 戦旗派     | 戦旗派     | 戦旗派       | 戦旗派       | 戦旗派       | 戦旗派       |              |              | 鉄の戦線派 | 鉄の戦線派 | 鉄の戦線派 | 鉄の戦線派 | 鉄の戦線派               | 鉄の戦線派   |              |              |              |              |        |        |        |        |             |            |                |                | 日本赤軍       | 日本赤軍       | 日本赤軍       | 日本赤軍       | 日本赤軍     | 日本赤軍     |              |              |              |              |              |              |              |              | 連合赤軍     | 連合赤軍     | 連合赤軍 | 連合赤軍 | 連合赤軍 | 連合赤軍 |  |  |  |  |  |  |  |  |  |  |  |  |  |  |  |  |  |  |  |  |  |  |  |  |  |  |  |  |  |  |  |  |  |  |  |  |  |  |  |  |
| 遠方派 | 遠方派 | 遠方派 | 遠方派 | 遠方派 | 遠方派 | 遊撃派 | 遊撃派 | 遊撃派 | 遊撃派 | 遊撃派     | 遊撃派     |            |            | 戦旗派     | 戦旗派     | 戦旗派       | 戦旗派       | 戦旗派       | 戦旗派       |              |              | 鉄の戦線派 | 鉄の戦線派 | 鉄の戦線派 | 鉄の戦線派 | 鉄の戦線派               | 鉄の戦線派   |              |              |              |              |        |        |        |        |             |            |                |                | 日本赤軍       | 日本赤軍       | 日本赤軍       | 日本赤軍       | 日本赤軍     | 日本赤軍     |              |              |              |              |              |              |              |              | 連合赤軍     | 連合赤軍     | 連合赤軍 | 連合赤軍 | 連合赤軍 | 連合赤軍 |  |  |  |  |  |  |  |  |  |  |  |  |  |  |  |  |  |  |  |  |  |  |  |  |  |  |  |  |  |  |  |  |  |  |  |  |  |  |  |  |
|        |        |        |        |        |        |        |        |        |        |            |            |            |            |            |            |              |              |              |              |              |              |            |            |            |            |                          |              |              |              |              |              |        |        |        |        |             |            |                |                |                |                |                |                |              |              |              |              |              |              |              |              |              |              |              |              |          |          |          |          |  |  |  |  |  |  |  |  |  |  |  |  |  |  |  |  |  |  |  |  |  |  |  |  |  |  |  |  |  |  |  |  |  |  |  |  |  |  |  |  |
|        |        |        |        |        |        |        |        |        |        | 日向派     | 日向派     | 日向派     | 日向派     | 日向派     | 日向派     | 西田派       | 西田派       | 西田派       | 西田派       | 西田派       | 西田派       |            |            | 蜂起派     | 蜂起派     | 蜂起派                   | 蜂起派       | 蜂起派       | 蜂起派       | ML派         | ML派         | ML派   | ML派   | ML派   | ML派   |             |            | ボリシェビキ派 | ボリシェビキ派 | ボリシェビキ派 | ボリシェビキ派 | ボリシェビキ派 | ボリシェビキ派 | ML派         | ML派         | ML派         | ML派         | ML派         | ML派         | プロ独派     | プロ独派     | プロ独派     | プロ独派     | プロ独派     | プロ独派     |          |          |          |          |  |  |  |  |  |  |  |  |  |  |  |  |  |  |  |  |  |  |  |  |  |  |  |  |  |  |  |  |  |  |  |  |  |  |  |  |  |  |  |  |
|        |        |        |        |        |        |        |        |        |        | 日向派     | 日向派     | 日向派     | 日向派     | 日向派     | 日向派     | 西田派       | 西田派       | 西田派       | 西田派       | 西田派       | 西田派       |            |            | 蜂起派     | 蜂起派     | 蜂起派                   | 蜂起派       | 蜂起派       | 蜂起派       | ML派         | ML派         | ML派   | ML派   | ML派   | ML派   |             |            | ボリシェビキ派 | ボリシェビキ派 | ボリシェビキ派 | ボリシェビキ派 | ボリシェビキ派 | ボリシェビキ派 | ML派         | ML派         | ML派         | ML派         | ML派         | ML派         | プロ独派     | プロ独派     | プロ独派     | プロ独派     | プロ独派     | プロ独派     |          |          |          |          |  |  |  |  |  |  |  |  |  |  |  |  |  |  |  |  |  |  |  |  |  |  |  |  |  |  |  |  |  |  |  |  |  |  |  |  |  |  |  |  |
|        |        |        |        |        |        |        |        |        |        |            |            |            |            |            |            |              |              |              |              |              |              |            |            |            |            |                          |              |              |              |              |              |        |        |        |        |             |            |                |                |                |                |                |                |              |              |              |              |              |              |              |              |              |              |              |              |          |          |          |          |  |  |  |  |  |  |  |  |  |  |  |  |  |  |  |  |  |  |  |  |  |  |  |  |  |  |  |  |  |  |  |  |  |  |  |  |  |  |  |  |
|        |        |        |        |        |        |        |        |        |        |            |            |            |            |            |            |              |              |              |              |              |              |            |            | 革命の旗派 | 革命の旗派 | 革命の旗派               | 革命の旗派   | 革命の旗派   | 革命の旗派   |              |              |        |        |        |        |             |            |                |                |                |                |                |                | 紅旗派       | 紅旗派       | 紅旗派       | 紅旗派       | 紅旗派       | 紅旗派       |              |              |              |              |              |              |          |          |          |          |  |  |  |  |  |  |  |  |  |  |  |  |  |  |  |  |  |  |  |  |  |  |  |  |  |  |  |  |  |  |  |  |  |  |  |  |  |  |  |  |
|        |        |        |        |        |        |        |        |        |        |            |            |            |            |            |            |              |              |              |              |              |              |            |            | 革命の旗派 | 革命の旗派 | 革命の旗派               | 革命の旗派   | 革命の旗派   | 革命の旗派   |              |              |        |        |        |        |             |            |                |                |                |                |                |                | 紅旗派       | 紅旗派       | 紅旗派       | 紅旗派       | 紅旗派       | 紅旗派       |              |              |              |              |              |              |          |          |          |          |  |  |  |  |  |  |  |  |  |  |  |  |  |  |  |  |  |  |  |  |  |  |  |  |  |  |  |  |  |  |  |  |  |  |  |  |  |  |  |  |
|        |        |        |        |        |        |        |        |        |        |            |            |            |            |            |            |              |              |              |              |              |              |            |            |            |            |                          |              |              |              |              |              |        |        |        |        |             |            |                |                |                |                |                |                |              |              |              |              |              |              |              |              |              |              |              |              |          |          |          |          |  |  |  |  |  |  |  |  |  |  |  |  |  |  |  |  |  |  |  |  |  |  |  |  |  |  |  |  |  |  |  |  |  |  |  |  |  |  |  |  |
|        |        |        |        |        |        |        |        |        |        |            |            |            |            |            |            |              |              |              |              |              |              |            |            |            |            |                          |              |              |              |              |              |        |        |        |        |             |            |                |                |                |                |                |                |              |              |              |              |              |              |              |              |              |              |              |              |          |          |          |          |  |  |  |  |  |  |  |  |  |  |  |  |  |  |  |  |  |  |  |  |  |  |  |  |  |  |  |  |  |  |  |  |  |  |  |  |  |  |  |  |
|        |        |        |        |        |        |        |        |        |        |            |            |            |            |            |            |              |              |              |              |              |              |            |            |            |            |                          |              |              |              |              |              |        |        |        |        |             |            |                |                |                |                |                |                |              |              |              |              |              |              |              |              |              |              |              |              |          |          |          |          |  |  |  |  |  |  |  |  |  |  |  |  |  |  |  |  |  |  |  |  |  |  |  |  |  |  |  |  |  |  |  |  |  |  |  |  |  |  |  |  |
|        |        |        |        |        |        |        |        |        |        |            |            |            |            |            |            |              |              |              |              |              |              |            |            |            |            |                          |              |              |              |              |              |        |        |        |        |             |            |                |                |                |                |                |                |              |              |              |              |              |              |              |              |              |              |              |              |          |          |          |          |  |  |  |  |  |  |  |  |  |  |  |  |  |  |  |  |  |  |  |  |  |  |  |  |  |  |  |  |  |  |  |  |  |  |  |  |  |  |  |  |
|        |        |        |        |        |        |        |        |        |        |            |            |            |            |            |            |              |              |              |              |              |              |            |            |            |            |                          |              |              |              |              |              |        |        |        |        |             |            |                |                |                |                |                |                |              |              |              |              |              |              |              |              |              |              |              |              |          |          |          |          |  |  |  |  |  |  |  |  |  |  |  |  |  |  |  |  |  |  |  |  |  |  |  |  |  |  |  |  |  |  |  |  |  |  |  |  |  |  |  |  |
|        |        |        |        |        |        |        |        |        |        |            |            |            |            |            |            |              |              |              |              |              |              |            |            |            |            |                          |              |              |              |              |              |        |        |        |        |             |            |                |                |                |                |                |                |              |              |              |              |              |              |              |              |              |              |              |              |          |          |          |          |  |  |  |  |  |  |  |  |  |  |  |  |  |  |  |  |  |  |  |  |  |  |  |  |  |  |  |  |  |  |  |  |  |  |  |  |  |  |  |  |
|        |        |        |        |        |        |        |        |        |        | BUND       | BUND       | BUND       | BUND       | BUND       | BUND       | 共産同統一委 | 共産同統一委 | 共産同統一委 | 共産同統一委 | 共産同統一委 | 共産同統一委 |            |            |            |            |                          |              |              |              |              |              | 赫旗派 | 赫旗派 | 赫旗派 | 赫旗派 | 赫旗派      | 赫旗派     |                |                |                |                |                |                |              |              |              |              | 日共ML       | 日共ML       | 日共ML       | 日共ML       | 日共ML       | 日共ML       |              |              |          |          |          |          |  |  |  |  |  |  |  |  |  |  |  |  |  |  |  |  |  |  |  |  |  |  |  |  |  |  |  |  |  |  |  |  |  |  |  |  |  |  |  |  |
|        |        |        |        |        |        |        |        |        |        | BUND       | BUND       | BUND       | BUND       | BUND       | BUND       | 共産同統一委 | 共産同統一委 | 共産同統一委 | 共産同統一委 | 共産同統一委 | 共産同統一委 |            |            |            |            |                          |              |              |              |              |              | 赫旗派 | 赫旗派 | 赫旗派 | 赫旗派 | 赫旗派      | 赫旗派     |                |                |                |                |                |                |              |              |              |              | 日共ML       | 日共ML       | 日共ML       | 日共ML       | 日共ML       | 日共ML       |              |              |          |          |          |          |  |  |  |  |  |  |  |  |  |  |  |  |  |  |  |  |  |  |  |  |  |  |  |  |  |  |  |  |  |  |  |  |  |  |  |  |  |  |  |  |
|        |        |        |        |        |        |        |        |        |        |            |            |            |            |            |            |              |              |              |              |              |              |            |            |            |            |                          |              |              |              |              |              |        |        |        |        |             |            |                |                |                |                |                |                |              |              |              |              |              |              |              |              |              |              |              |              |          |          |          |          |  |  |  |  |  |  |  |  |  |  |  |  |  |  |  |  |  |  |  |  |  |  |  |  |  |  |  |  |  |  |  |  |  |  |  |  |  |  |  |  |
|        |        |        |        |        |        |        |        |        |        | アクティオ | アクティオ | アクティオ | アクティオ | アクティオ | アクティオ |              |              |              |              |              |              |            |            |            |            |                          |              |              |              |              |              |        |        |        |        | 共同・未来  | 共同・未来 | 共同・未来     | 共同・未来     | 共同・未来     | 共同・未来     |                |                | 労働者共産党 | 労働者共産党 | 労働者共産党 | 労働者共産党 | 労働者共産党 | 労働者共産党 |              |              |              |              |              |              |          |          |          |          |  |  |  |  |  |  |  |  |  |  |  |  |  |  |  |  |  |  |  |  |  |  |  |  |  |  |  |  |  |  |  |  |  |  |  |  |  |  |  |  |
|        |        |        |        |        |        |        |        |        |        | アクティオ | アクティオ | アクティオ | アクティオ | アクティオ | アクティオ |              |              |              |              |              |              |            |            |            |            |                          |              |              |              |              |              |        |        |        |        | 共同・未来  | 共同・未来 | 共同・未来     | 共同・未来     | 共同・未来     | 共同・未来     |                |                | 労働者共産党 | 労働者共産党 | 労働者共産党 | 労働者共産党 | 労働者共産党 | 労働者共産党 |              |              |              |              |              |              |          |          |          |          |  |  |  |  |  |  |  |  |  |  |  |  |  |  |  |  |  |  |  |  |  |  |  |  |  |  |  |  |  |  |  |  |  |  |  |  |  |  |  |  |
|        |        |        |        |        |        |        |        |        |        |            |            |            |            |            |            |              |              |              |              |              |              |            |            |            |            |                          |              |              |              |              |              |        |        |        |        | 革命21 (準) |            |                |                |                |                |                |                |              |              |              |              |              |              |              |              |              |              |              |              |          |          |          |          |  |  |  |  |  |  |  |  |  |  |  |  |  |  |  |  |  |  |  |  |  |  |  |  |  |  |  |  |  |  |  |  |  |  |  |  |  |  |  |  |

※党派名は略称・通称を使用

### 1980年代以降
1980年代、社会主義労働者党（社労党）は4時間労働制実現を掲げて各種選挙に挑戦したが、議席獲得には至らず、党勢は停滞。「ワーカーズ・ネットワーク」などとの分裂を経て、2002年に「マルクス主義同志会」に、2017年に「労働の解放をめざす労働者党」と改称し現在に至る。共産同ML派（第一次ブント分裂の際誕生）の系譜を引くマルクス主義青年同盟は民主統一同盟に改称し、日本共産党に接近するも失敗。現在は「がんばろう、日本!」国民協議会と名乗り、右翼に転向した。戦旗派は1973年、地下軍事組織が爆弾闘争を行い（土田・日石事件。黒ヘルグループが冤罪で逮捕された）、その総括をめぐって、日向派（荒派、戦旗・共産同、党建設重視）から西田派（両川派、共産同戦旗派、武装闘争重視）が分裂した。荒派は1997年、名称をブント（BUND） に変更。2008年にはアクティオ・ネットワークと改称し、エコロジスト系市民団体に転換、若手の獲得にも成功した。一方、西田派は共産同全国委員会（烽火派）と合併し「共産主義者同盟（統一委員会）」となった。
第二次ブント分裂時に派生した幾つかのセクトが統合して誕生した赫旗派はさらに親中共派系の日本共産党（マルクス・レーニン主義）と統合し労働者共産党を結成、さらなる他セクトとの統合を目指している。

### （現存）共産同系諸派
- 労働の解放をめざす労働者党
- 「がんばろう、日本!」国民協議会
- 労働者共産党
- アクティオ・ネットワーク
- 共産主義者同盟（統一委員会）
- 共産主義者同盟プロレタリア派
- 共産主義者同盟（火花）
- 共産主義者同盟首都圏委員会
- 共産主義者同盟蜂起派